# Geertgen tot Sint Jans

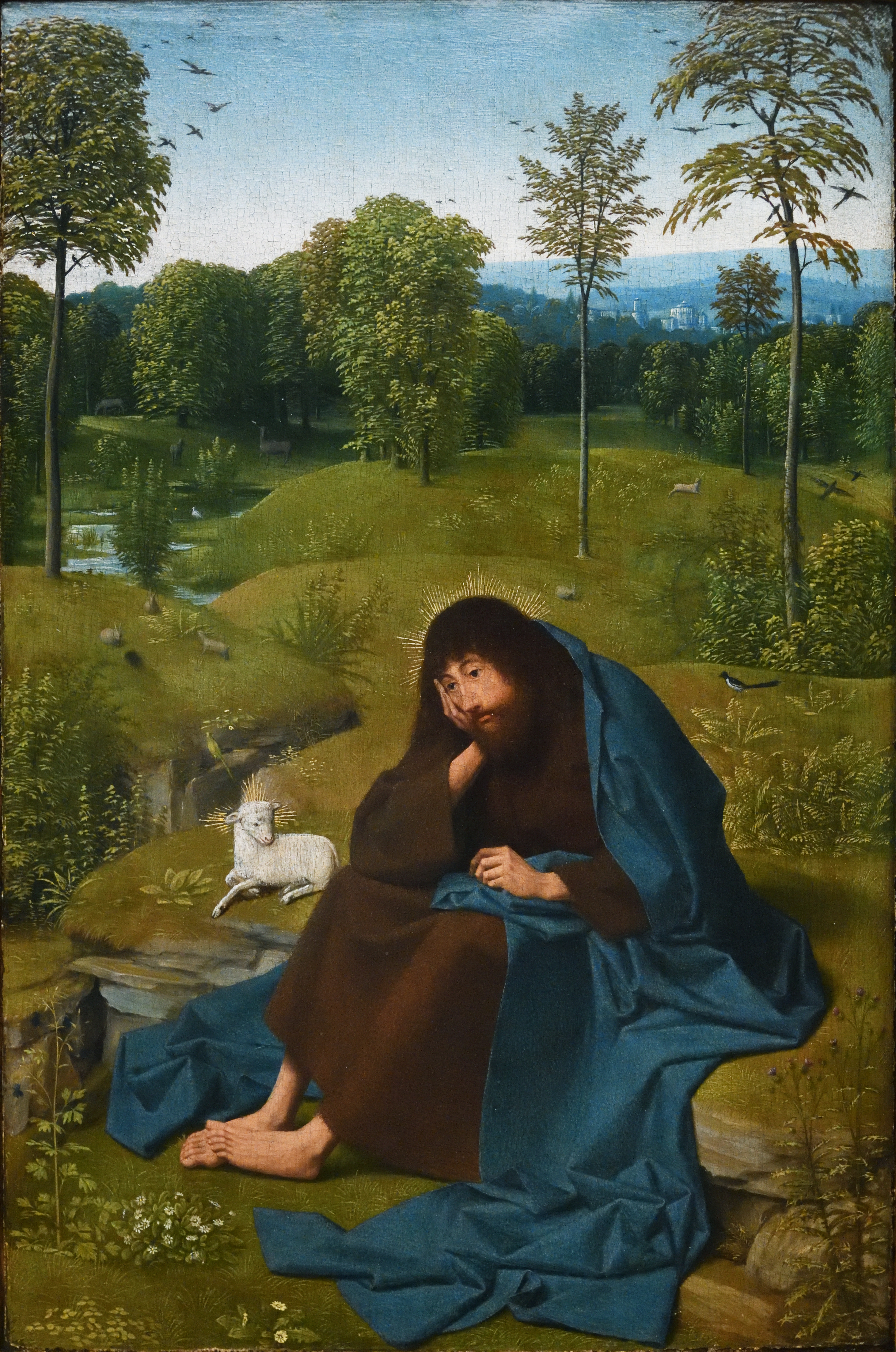
Johannes der Täufer (Berlin, Gemäldegalerie)

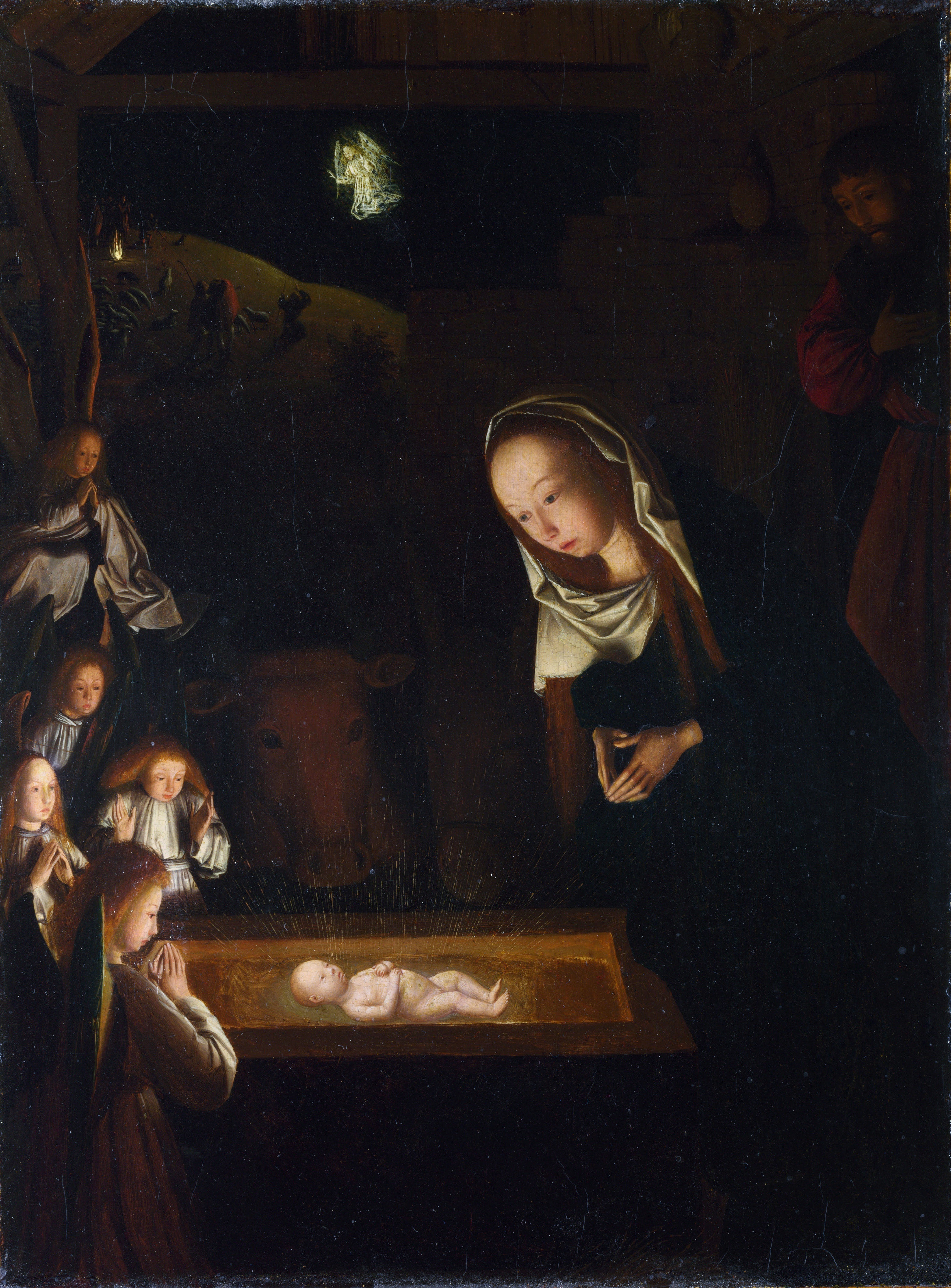
Geburt Christi (National Gallery, London)

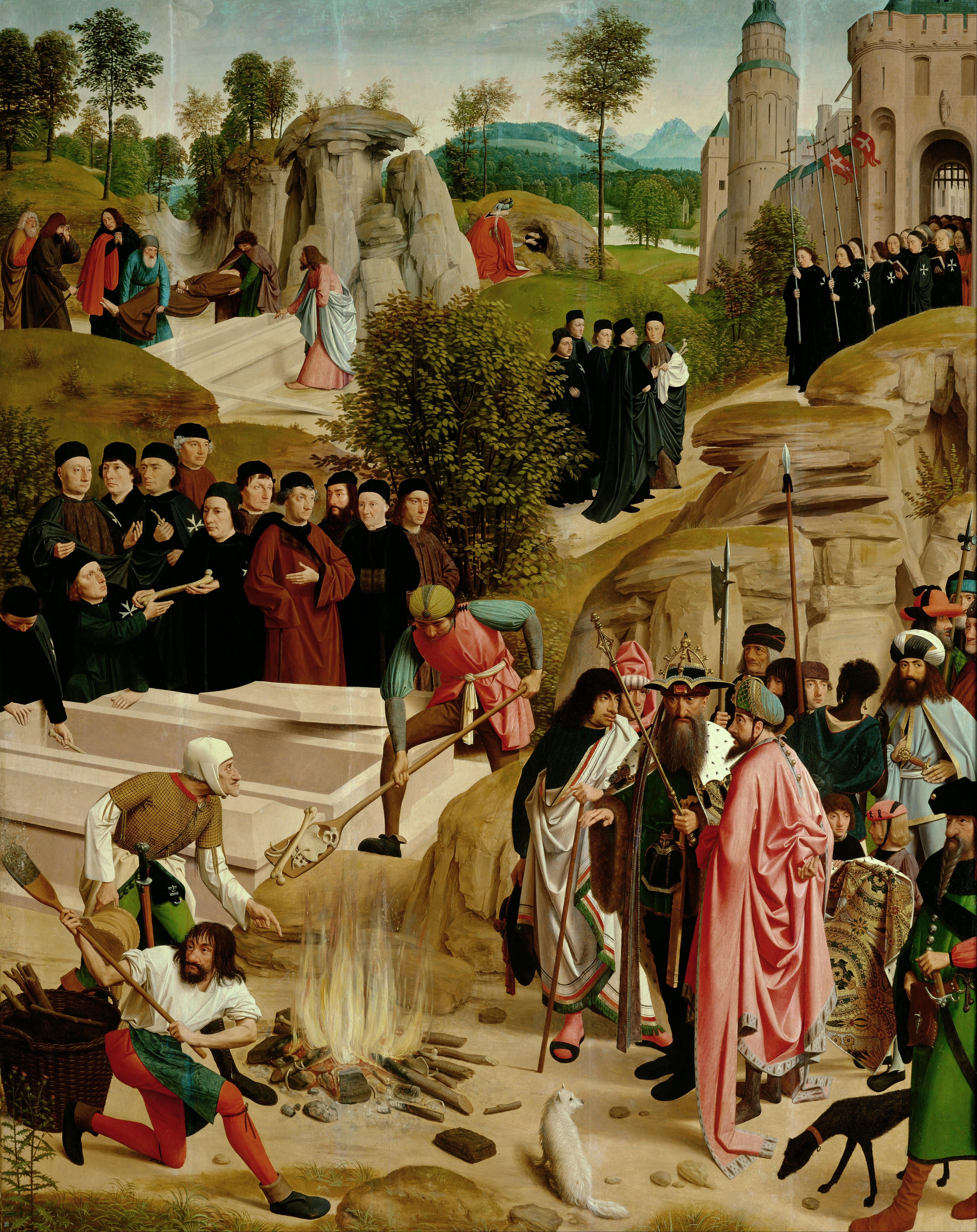
Schicksal der irdischen Überreste Johannes des Täufers (KHM Wien)

Geertgen tot Sint Jans, auch Gerrit oder Geertgen van Haarlem, Gerrit Gerritsz oder Gérard de Saint-Jean (* um 1460/1465 (unbekannt); † vor 1495 in Haarlem) war ein niederländischer Maler.

## Wirken
Über sein Leben ist wenig bekannt. Karel van Mander bezeichnet ihn in seinem Schilderboeck als Laienbruder des Johanniterklosters Sint Jan in Haarlem (daher sein Beiname), wo er Schüler von Aelbert van Ouwater gewesen sei und jung, mit etwa 28 Jahren, starb.
Er gilt als Hauptmeister der holländischen Malerei des 15. Jahrhunderts. Sein Werk rückt die Kunst der nördlichen Niederlande auf die Stufe der flämischen Malerei der Zeit. Sicher sind ihm nur zwei Bilder im Kunsthistorischen Museum Wien zuzuschreiben, die Beweinung Christi und das Schicksal der irdischen Überreste Johannes des Täufers; die beiden Bilder waren ursprünglich die Vorder- und Rückseite einer Altartafel in Haarlem. Sein Stil ist jedoch so charakteristisch, dass ihm etwa 15 weitere Bilder relativ sicher zugeschrieben werden können. Die erschlossene relative Chronologie seiner Bilder macht es wahrscheinlich, dass er seine erste Ausbildung im Umkreis der Brügger Malerschule erhielt.

## Nachfolger
Geertgen selber soll in Haarlem Maler wie den Meister der Figdorschen Kreuzabnahme ausgebildet haben oder zumindest einen Kreis von Nachfolgern gehabt haben. Auch der Meister des Braunschweiger Diptychons gilt als sein Schüler.